# William Rutter Dawes
Pour les articles homonymes, voir Rutter et Dawes.
William Rutter Dawes (19 mars 1799-15 février 1868) est un astronome britannique.
Dawes est le fils de William Dawes, administrateur et scientifique anglais qui fit partie de la première flotte de colonisation de l'Australie en 1788. Il hérite de son père son goût pour l'astronomie et la pratique dès sa jeunesse en amateur. Il se destine d'abord à une carrière dans les ordres mais s'écarte de cette voie par désaccord avec une partie des dogmes de l'Église, en particulier ceux concernant sa gouvernance. Il étudie ensuite la médecine et pratique à Haddenham puis à Liverpool. C'est à Ormskirk qu'il construit son premier observatoire doté d'un télescope de 9 cm d'ouverture. Avec ces moyens réduits il obtient une bonne réputation d'observateur et est élu membre de la Royal Astronomical Society en 1830.
Ses principaux travaux concernent la mesure de parallaxe d'étoiles doubles faite entre 1831 et 1844, des dessins de la Grande tache rouge de Jupiter et des observations des anneaux de Saturne. On le crédite parfois de la découverte de la division d'Encke .
Il reçoit la médaille d'or de la Royal Astronomical Society en 1855. Un cratère sur la Lune et un cratère sur Mars portent son nom.

### Notice nécrologique
- (en) MNRAS 29 (1869) 116